# Accrington
53°45′13″N 2°22′20″V / 53.75361°N 2.37222°V
Accrington er en by med godt 35.000 indbyggere, i Lancashire, England.
- Wikimedia Commons har flere filer relateret til Accrington